# Pentekostarion
Das Pentekostarion (griechisch Πεντηκοστάριον, von Pentekosta, Fünfzig Tage, Pfingsten) ist ein liturgisches Buch in den orthodoxen Kirchen.
Es enthält die liturgischen Texte für die Zeit von Ostersonntag bis Allerheiligen (Sonntag nach Pfingsten).
Das Pentekostarion wurde im 18. Jahrhundert während der Reformen von Patriarch Nikon in der russischen Kirche eingeführt, an Stelle des Blumentriodions, das bereits eine Woche früher beginnt.
Pentekostarion ist auch eine Bezeichnung für die Zeit von Ostern bis Pfingsten.